# Oana Zara
Oana Zara este o actriță română de film, televiziune și teatru. A devenit cunoscută publicului larg odată cu rolul Dana Pescaru din serialul de televiziune Lia – soția soțului meu, difuzat pe Antena 1. A jucat și în filmele Omul fără linia vieții, Ramon și Love Sorry.

## Informații personale
Oana Zara s-a născut pe 2 iunie 1994, în Zărnești, România.

## Educație
A absolvit Universitatea Națională de Artă Teatrală și Cinematografică „I.L. Caragiale” din București (UNATC), atât în specializarea Actorie, cât și Coregrafie.

## Carieră
Oana Zara a avut numeroase apariții în producții de televiziune, film și teatru.
În 2023–2024, a interpretat rolul Dana Pescaru în serialul Lia – soția soțului meu, difuzat de Antena 1. În filmul Omul fără linia vieții (2024), a jucat un rol secundar, Tania Sporea. A mai apărut în comedia Ramon (2023), regizată de Jesús del Cerro, și în filmul romantic Love Sorry (2023).
Pe scenă, a jucat în spectacolul Lecții despre iubire și creier, în regia Alinei Grigore, prezentat ca spectacol de licență la Teatrul Metropolis. De asemenea, a apărut în spectacolul Proștii, după o idee de Teodor Mazilu, în regia lui Marcel Țop, la Teatrul Național București.
În 2015, a participat la emisiunea-concurs Românii au talent, unde a ajuns până în finală.

## Filmografie selectivă
- Lia – soția soțului meu (2023–2024) – Dana Pescaru
- Omul fără linia vieții (2024) – Tania Sporea
- Ramon (2023)
- Love Sorry (2023)